# روي هاوس
روي هاوس (بالإنجليزية: Roy Hawes)‏ هو لاعب كرة قاعدة أمريكي، ولد في 5 يوليو 1926 في شيلو في الولايات المتحدة، وتوفي في 9 أكتوبر 2017 في رينغولد في الولايات المتحدة.

## وصلات خارجية
- روي هاوس على موقعبيزبول رفرنس.كوم (الدوري الرئيسي) (الإنجليزية)
- روي هاوس على موقعبيزبول رفرنس.كوم (الدوري الثانوي) (الإنجليزية)